# 西卓子山街道
西卓子山街道，是中华人民共和国内蒙古自治区乌海市海南区下辖的一个乡镇级行政单位。

## 行政区划
西卓子山街道下辖以下地区：
祥苑社区。